# Campionati europei di ciclocross - Gara maschile Under-23
La gara maschile Under-23 è una delle prove disputate durante i Campionati europei di ciclocross. Aperta ai ciclisti della categoria Under-23, si svolge dalla prima edizione della rassegna, nel 2003.

## Albo d'oro
Aggiornato all'edizione 2022.
| Anno | Vincitore              | Secondo              | Terzo                   |
| ---- | ---------------------- | -------------------- | ----------------------- |
| 2003 | Martin Zlámalík        | Martin Bína          | Steve Chainel           |
| 2004 | Lars Boom              | Niels Albert         | Martin Bína             |
| 2005 | Niels Albert           | Jan Soetens          | Zdeněk Štybar           |
| 2006 | Niels Albert           | Zdeněk Štybar        | Rob Peeters             |
| 2007 | Niels Albert           | Philipp Walsleben    | Lukáš Klouček           |
| 2008 | Philipp Walsleben      | Aurélien Duval       | Kenneth Van Compernolle |
| 2009 | Róbert Gavenda         | Paweł Szczepaniak    | Tom Meeusen             |
| 2010 | Lars van der Haar      | Elia Silvestri       | Jens Adams              |
| 2011 | Lars van der Haar      | Mike Teunissen       | Stan Godrie             |
| 2012 | Mike Teunissen         | Corné van Kessel     | Julian Alaphilippe      |
| 2013 | Michael Vanthourenhout | Mathieu van der Poel | Gianni Vermeersch       |
| 2014 | Wout Van Aert          | Laurens Sweeck       | Jakub Skála             |
| 2015 | Quinten Hermans        | Daan Hoeyberghs      | Eli Iserbyt             |
| 2016 | Quinten Hermans        | Joris Nieuwenhuis    | Sieben Wouters          |
| 2017 | Eli Iserbyt            | Thomas Pidcock       | Sieben Wouters          |
| 2018 | Thomas Pidcock         | Eli Iserbyt          | Antoine Benoist         |
| 2019 | Mickaël Crispin        | Timo Kielich         | Antoine Benoist         |
| 2020 | Ryan Kamp              | Thomas Mein          | Cameron Mason           |
| 2021 | Ryan Kamp              | Niels Vandeputte     | Thibau Nys              |
| 2022 | Emiel Verstrynge       | Thibau Nys           | Witse Meeussen          |

## Medagliere
| Pos.   | Nazione       | Oro | Argento | Bronzo | Totale |
| ------ | ------------- | --- | ------- | ------ | ------ |
| 1      | Belgio        | 9   | 8       | 8      | 25     |
| 2      | Paesi Bassi   | 6   | 4       | 3      | 13     |
| 3      | Rep. Ceca     | 1   | 2       | 4      | 7      |
| 4      | Gran Bretagna | 1   | 2       | 1      | 4      |
| 5      | Francia       | 1   | 1       | 4      | 6      |
| 6      | Germania      | 1   | 1       | 0      | 2      |
| 7      | Slovacchia    | 1   | 0       | 0      | 1      |
| 8      | Italia        | 0   | 1       | 0      | 1      |
| 8      | Polonia       | 0   | 1       | 0      | 1      |
| Totale | Totale        | 20  | 20      | 20     | 60     |